# Streptococcus agalactiae

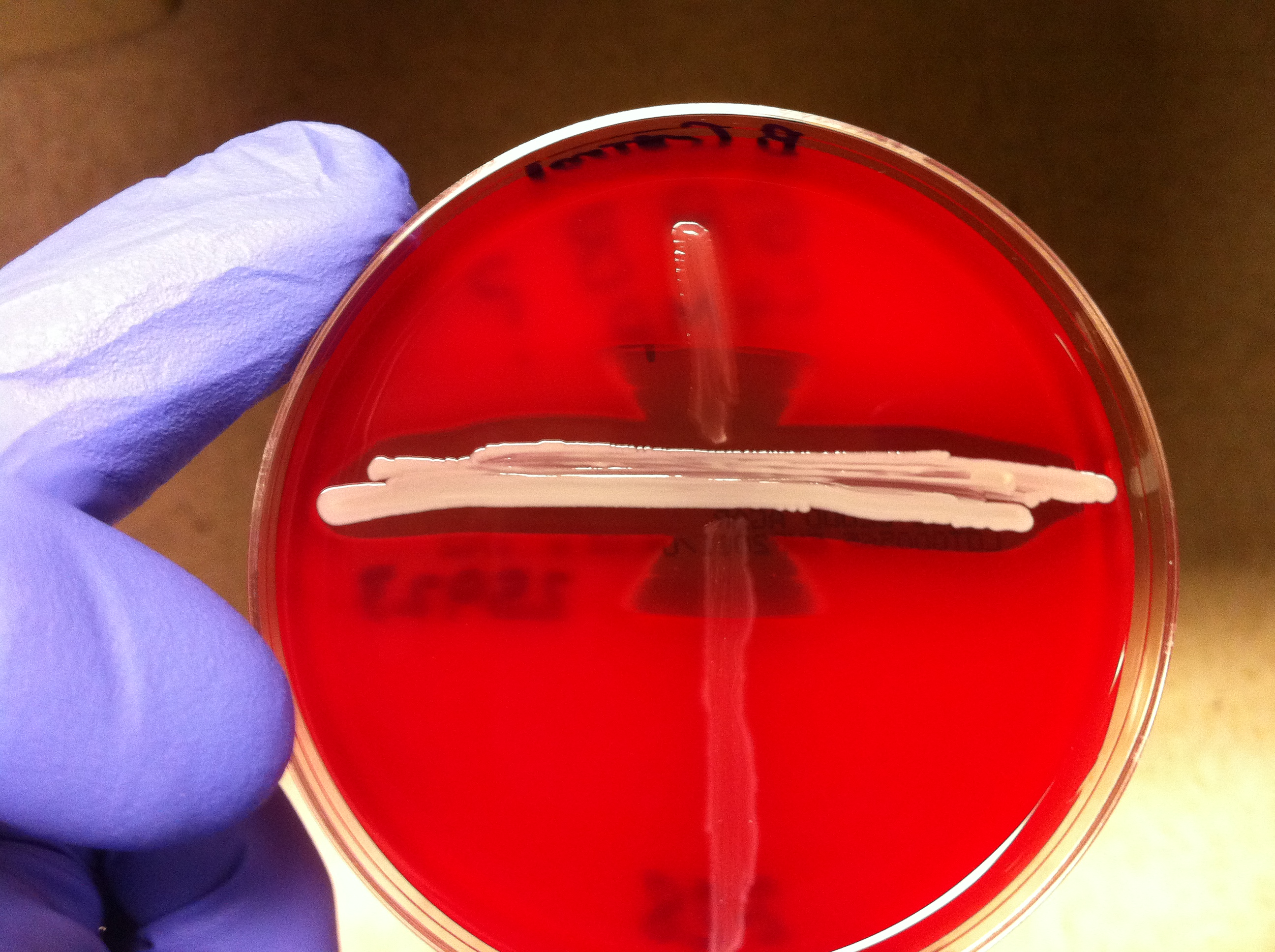
S. agalactiae im positiven CAMP-Test (pfeilförmig verstärkte β-Hämolyse) mit S. aureus.

Streptococcus agalactiae ist ein grampositives Bakterium, das verschiedene Infektionskrankheiten auslösen kann. Die Art wurde erstmals 1887 von Nocard und Mollereau als Streptococcus de la mammite beschrieben. Sie gehört serologisch zur Lancefield-Gruppe B der Streptokokken (GBS) und ist der Hauptverursacher einer bakteriellen Sepsis, Pneumonie und Meningitis bei Neugeborenen und des Kindbettfiebers. In zunehmendem Maße werden auch Infektionen von immunsupprimierten Personen bekannt. Obwohl Streptococcus agalactiae zur normalen Flora des Gastrointestinal- und Genitaltrakts gehört, kann er bei entsprechender Disposition eine lebensbedrohliche Infektion auslösen. In der Tiermedizin spielt S. agalactiae vor allem als Erreger einer Euterentzündung bei Kühen (Gelber Galt) eine Rolle, was auch namensgebend war (agalactiae bedeutet „ohne Milch“).
Wegen der Bedeutung als Verursacher schwerer Neugeboreneninfektionen (z. B. Neugeborenensepsis) wird bei Schwangeren eine Vorsorgeuntersuchung auf Streptococcus agalactiae am Ende der Schwangerschaft empfohlen (35.–37. Schwangerschaftswoche). Diese Untersuchung wird mittlerweile auch in Deutschland als B-Streptokokken-Screening bezeichnet. Im Rahmen dieser Untersuchung wird vom Frauenarzt ein bakteriologischer Abstrich aus dem Vaginaleingangsbereich und aus dem Enddarm entnommen; dieser Abstrich wird von einem mikrobiologischen Fachlabor auf S. agalactiae untersucht. Die Untersuchung im Labor dauert 2–3 Tage. Wenn bei der Schwangeren S. agalactiae nachgewiesen wird, führt die Geburtsklinik bei der Geburt eine (intrapartale) prophylaktische Behandlung mit Penicillin oder einem anderen Antibiotikum durch. Große Studien in den USA haben gezeigt, dass durch dieses Vorgehen die meisten Neugeboreneninfektionen durch B-Streptokokken vermieden werden können.
Ein wichtiges Kennzeichen dieses Bakteriums ist eine vollständige Hämolyse (auch als beta-Hämolyse bezeichnet) auf Blutagar-Platten. Dies wird auch für diagnostische Zwecke verwendet. Die Identifizierung wird dann durch Agglutination mit einem Antiserum durchgeführt, welches gegen das Zellwandpolysaccharid von S. agalactiae gerichtet ist. Alternativ kann auch der sog. Granadaagar eingesetzt werden, ein Indikatornährmedium, auf dem B-Streptokokken durch einen Farbumschlag erkannt werden können.
Zur intravenösen Therapie von schweren Infektionen durch Streptokokken der Gruppe B kommen Penicillin G, kombiniert mit Gentamicin, oder Ampicillin, evtl. kombiniert mit Gentamicin, sowie alternativ Cefotaxim in Betracht. Bei leichteren Infektion kann die orale Einnahme von Amoxicillin oder Cefuroxim-Axetil ausreichend sein.